# Cavernario Galindo
Rodolfo Galindo Ramírez (Torreón, Coahuila, 23 de septiembre de 1923-19 de julio de 1999), más conocido como El Cavernario Galindo, fue un luchador profesional y actor mexicano. Se consideró a él como uno de los luchadores más rudos y temibles en la historia de la Lucha Libre Mexicana. Estuvo activo en el Consejo Mundial de Lucha Libre desde los años 1930s hasta los años 1990s, teniendo una carrera profesional muy longeva, época que se enfrentó a la crema y nata de los luchadores de ese tiempo como El Santo, Blue Demon, Huracán Ramirez, Black Shadow, Rayo de Jalisco y a las nuevas generaciones de luchadores que emergieron años después, ya que sus contemporáneos, muchos ya se habían retirado, otros eran árbitros, jueces de lucha, promotores e inclusive algunos de ellos, ya fallecidos. La famosa llave en la lucha libre moderna, La cavernaria, debe su nombre al suyo como luchador, por ser el inventor.

## Biografía

### Inicios
De muy joven, abandonó su casa trabajando de panadero y de ferrocarrilero. Sobrevivió a un severo accidente automovilístico que le dejó cicatrices en el rostro por el resto de su vida, aunque también tuvo secuelas de viruela. Debutó en la lucha libre a la edad de 15 años bajó el seudónimo de Ruddy Valentino, antes de ser conocido con el nombre que lo llevó a la fama. 

### Origen del nombre
El fundador de la empresa de lucha libre mexicana, Salvador Lutteroth, se fijó en él debido a su capacidad en la lucha y a su aspecto físico, marcado por las cicatrices del accidente de auto y de la viruela, por lo que pensó para él un nombre que fuera más acorde tanto con su físico como con su temperamento. Fue así que decidió llamarlo Cavernario Galindo, nombre que el luchador supo aprovechar muy bien.

### Brutalidad extrema
En sus combates mostraba una brutalidad sin precedente en la lucha libre profesional en México. Tal es así que existe una leyenda de que en una lucha en la década del cuarenta, el Cavernario destrozó a mordidas a una serpiente viva, causando horror y enojo entre el público.

### Único título
El 1 de julio de 1949 derrotó al Tarzán López, ganando así el campeonato nacional semipesado, único título que ganaría en su carrera y que a la postre perdió ante Enrique Llanes en diciembre de 1950.

### Rivalidad sin precedentes
Pero la rivalidad que marcó la carrera del Cavernario Galindo y que terminó por lanzarlo a la fama se dio a partir de 1951, ante Gory Guerrero, un luchador técnico famoso y querido por él público (sus combates se consideran aún hoy de los más sangrientos y violentos en la historia de la lucha libre en México). Las fotos de los diarios deportivos de la época, se ve el rostro cortado y ensangrentado del Gory Guerrero en una camilla, siendo llevado a un hospital para su atención médica. Al poco tiempo de esta lucha, se firmó la revancha, la cual fue más brutal y sangrienta que la anterior. Dicha rivalidad le ocasionó en uno de sus múltiples enfrentamientos una lesión en la garganta originadas por un golpe con la rodilla que lesionó las cuerdas vocales y que diera origen a una de las más famosas características del Cavernario: su voz ronca.

### Icono
Fue junto con El Santo, Blue Demon y Black Shadow uno de los luchadores más famosos de su época. Su popularidad se prolongó durante décadas y siguió luchando hasta la década de 1990. Su carrera terminó cuando se fracturó una de sus vértebras.

### Muerte
Murió pocos años después de esta lesión, a la edad de setenta y cinco años.

### Honores
En 1996 fue exaltado al Salón de la Fama del Wrestling Observer Newsletter.

## Filmografía
El Cavernario actuó en diversas películas, desempeñando siempre papeles de villano:
- 1953: La bestia magnifica
- 1959: La última lucha
- 1960: Los tigres del ring
- 1963: El señor tormenta
- 1963: Las luchadoras contra el médico asesino
- 1963: Santo en el museo de cera
- 1964: Los fenómenos del fútbol
- 1965: Las lobas del ring
- 1967: Las mujeres panteras
- 1967: La isla de los dinosaurios
- 1968: Blue Demon contra cerebros infernales
- 1970: Santo el enmascarado de plata y Blue Demon contra los monstruos
- 1973: Las bestias del terror
- 1974: Los leones del ring
- 1974: Los leones del ring contra la cosa nostra
- 1987: La ruletera